# Denominació d'Origen Pla i Llevant
La Denominació d'Origen Pla i Llevant és la zona de producció de vins al centre i a l'est de l'illa de Mallorca, a les comarques del Pla de Mallorca i Llevant. En aquest territori es cultiva la vinya des de la dominació romana. La Denominació d'Origen va ser creada el 1999. La seva seu es troba al municipi de Porreres, al molí de n'Amengual.

## Geografia
La zona de producció comprèn les zones central i est de l'illa de Mallorca, amb els municipis de: Algaida, Ariany, Artà, Campos, Capdepera, Felanitx, Llucmajor, Manacor, Maria de la Salut, Montuïri, Muro, Petra, Porreres, Sant Joan, Sant Llorenç des Cardassar, Santa Margalida, Sineu i Vilafranca de Bonany.
El clima de la zona és de caràcter típicament mediterrani, amb una temperatura mitjana de 17 °C, amb uns hiverns lleugerament freds i estius secs i calorosos. La proximitat de la mar influeix de manera important. La pluviometria oscil·la entre els 400 i els 450 mm anuals i els valors mitjans d'irradiació solar superen les 2.800 hores/any. El sòl està format per roques calcàries (margues i dolomites) que donen lloc a un sòl calcari-argilós, donant a les terres unes tonalitats vermelloses o blanquinoses i amb un pH lleugerament alcalí. Aquestes característiques del sòl permeten un bon drenatge i això, junt amb l'escassa presència de matèria orgànica i la facilitat de penetració radicular, fa que el cultiu dels ceps es realitzi en condicions molt bones.

## Vinya
Són varietats autòctones el manto negre, el callet i el fogoneu, i a més estan autoritzades altres varietats tradicionals i internacionals.
Les pràctiques de cultiu són les tradicionals. La densitat de plantació està limitada dins un interval de 2.500 a 5.000 ceps/hectàrea. La formació i la conducció dels ceps s'efectua pels sistemes de vas o espatllera. La poda en vas es realitzarà deixant un màxim de 14 brots per planta, distribuïts en un màxim de set brocades. La poda en espatllera pot realitzar-se pel sistema de cordó o doble cordó amb una càrrega màxima de 16 brots distribuïts en 8 brocades i pel sistema de vara i brocada en el que la càrrega es distribuirà en una o dues vares i una o dues brocades amb un màxim de 20 ceps vists, per cep. El nombre màxim d'ulls productors està limitat a 40.000 per hectàrea, excepte per a les varietats chardonnay, riesling, cabernet sauvignon, merlot i pinot noir per a les que s'estableix en 60.000.
La producció màxima per hectàrea està limitada pel Reglament de la denominació d'origen. Per les varietats blanques és d'11.000 kg/ha, excepte per a les varietats chardonnay i riesling per a les quals el màxim és de 7.000 kg. Per les varietats negres la producció màxima és de 10.000 kg/ha, excepte per a les varietats merlot i cabernet sauvignon que és de 9.000 kg/ha. i pinot noir que és de 7000 kg/ha. La verema es realitza amb la major cura dedicant-ne a l'elaboració dels vins protegits exclusivament el raïm sa amb el grau de maduració adequat i una graduació alcohòlica volumètrica natural mínima del 10 per 100 del volum per a les varietats blanques i 10,5 per 100 del volum per a les varietats negres i del 12 per cent del volum per als vins de licor.

## Vins
Els mosts s'elaboren seguint les pràctiques tradicionals, aplicant pressions adequades per a l'extracció del most i la separació de la pellerofa, de forma que el rendiment no sigui superior a 70 litres de most per cada 100 kg. de verema.
Destaquen els vins blancs de raïm chardonnay, amb aromes molt marcades de fruites tropicals així com aromes làctiques i avainillades si han estat fermentats en bótes de fusta. Els moscatells secs ofereixen aromes florals, mentre que els vins frescs procedents de les varietats premsal blanc, macabeu i parellada, presenten aromes de fruites àcides. Quan els vins són fruit de combinacions d'aquestes varietats el resultat és un complex conjunt d'aromes molt frescos al paladar.
En els vins negres s'utilitzen diferents tipus de raïm i es caracteritzen per la intensitat de color i aromes complexes de fruites. En la boca els tanins són suaus i amb una acidesa equilibrada, que donen en conjunt una sensació de frescor.
La graduació alcohòlica mínima és:
- Vi blanc 10,5°
- Vi rosat 10,5°
- Vi negre 11,0°
- Vins espumosos 11,0°
- Vins de licor 15,0°
- Vins d'agulla 10,0°

Classificació de les anyades:
- Any 1998 Excel·lent
- Any 1999 Molt Bona
- Any 2000 Excel·lent
- Any 2001 Molt Bona
- Any 2002 Bona
- Any 2003 Molt Bona
- Any 2004 Molt Bona
- Any 2005 Molt Bona